# Rezerwat przyrody Balfurja
Rezerwat przyrody Balfurja – rezerwat przyrody chroniący zespół bagienny w rejonie moszawu Balfurja, w północnej części Izraela.

## Położenie
Rezerwat przyrody jest położony w centralnej części intensywnie użytkowanej rolniczo Doliny Jezreel, w Dolnej Galilei, na północy Izraela. U stóp niewielkiego wzgórza Tell Jifar zachowały się pozostałości bagna, które w przeszłości zajmowało większą część doliny. Przepływa tędy strumień Adaszim. W otoczeniu rezerwatu znajdują się miasto Afula, moszawy Balfurja i Kefar Gidon, oraz kibuc Mizra.

## Rezerwat przyrody
Rezerwat został utworzony w 1979 roku na powierzchni 4,5 hektarów. Chroni on pozostałości pierwotnego bagna i źródła, które są położone u podnóża wzgórza Tell Jifar. Przepływający tędy strumień Adaszim oraz sąsiednie niewielkie źródło, utworzyły bagno. W przeszłości zostało ono prawie całkowicie osuszone. Podjęto jednak starania na rzecz jego zachowania i odtworzenia pierwotnej roślinności wodnej. Niewielki zbiornik wodny jest siedzibą stada bawołów. W otoczeniu rosną liczne odmiany łubinu.

## Turystyka
Obecnie nie ma możliwości dojechania do rezerwatu samochodem. Aby dotrzeć do rezerwatu, należy iść pieszo na zachód od drogi ekspresowej nr 60 na wysokości moszawu Balfurja. Teren jest ogólnodostępny. Na szczycie wzgórza wzniesiono pomnik na cześć założycieli moszawu Balfurja i ku pamięci ofiar wojen.